# Печиво з шоколадними дрібками

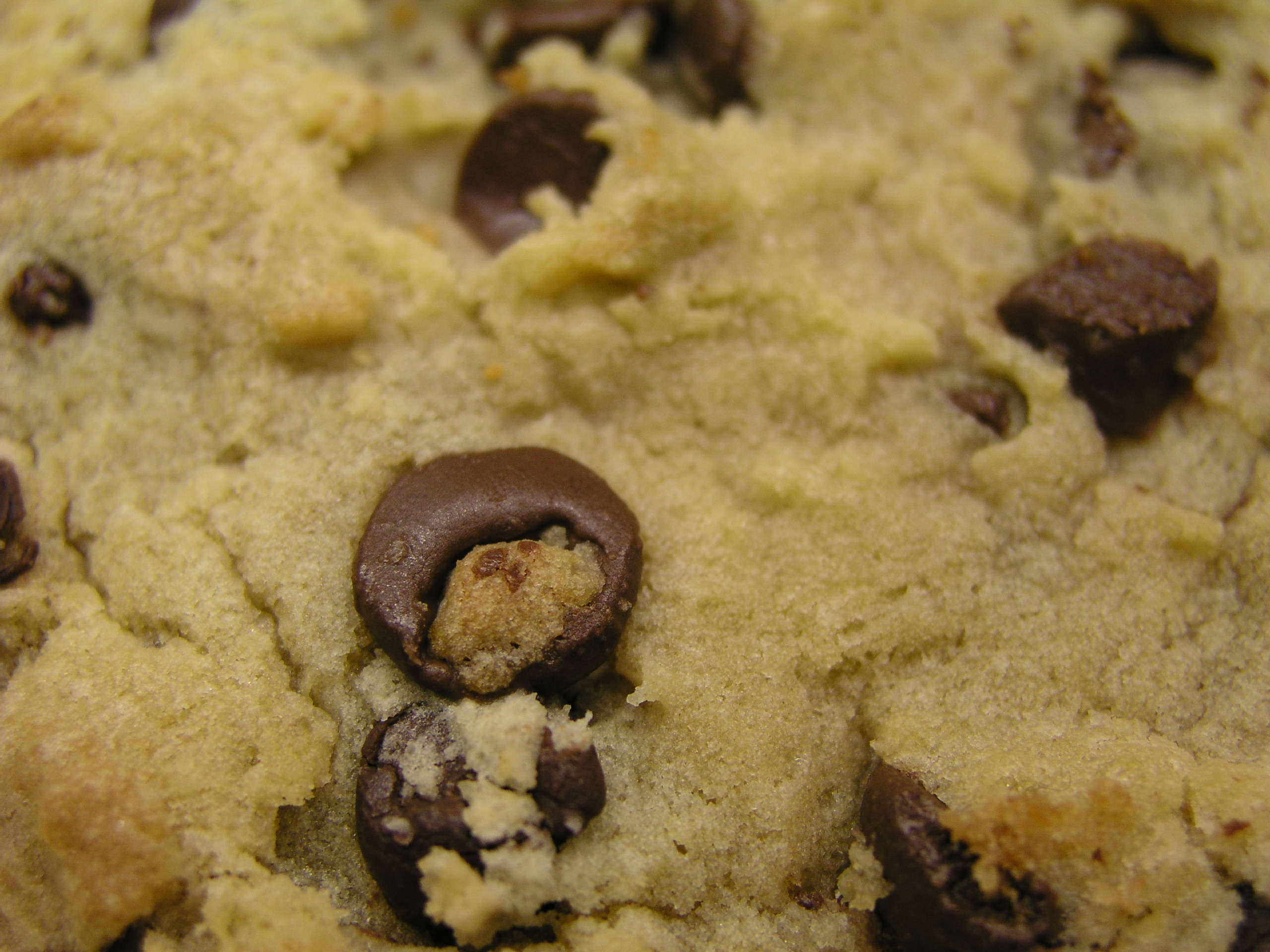
Текстура печива з шоколадними дрібками, зблизька

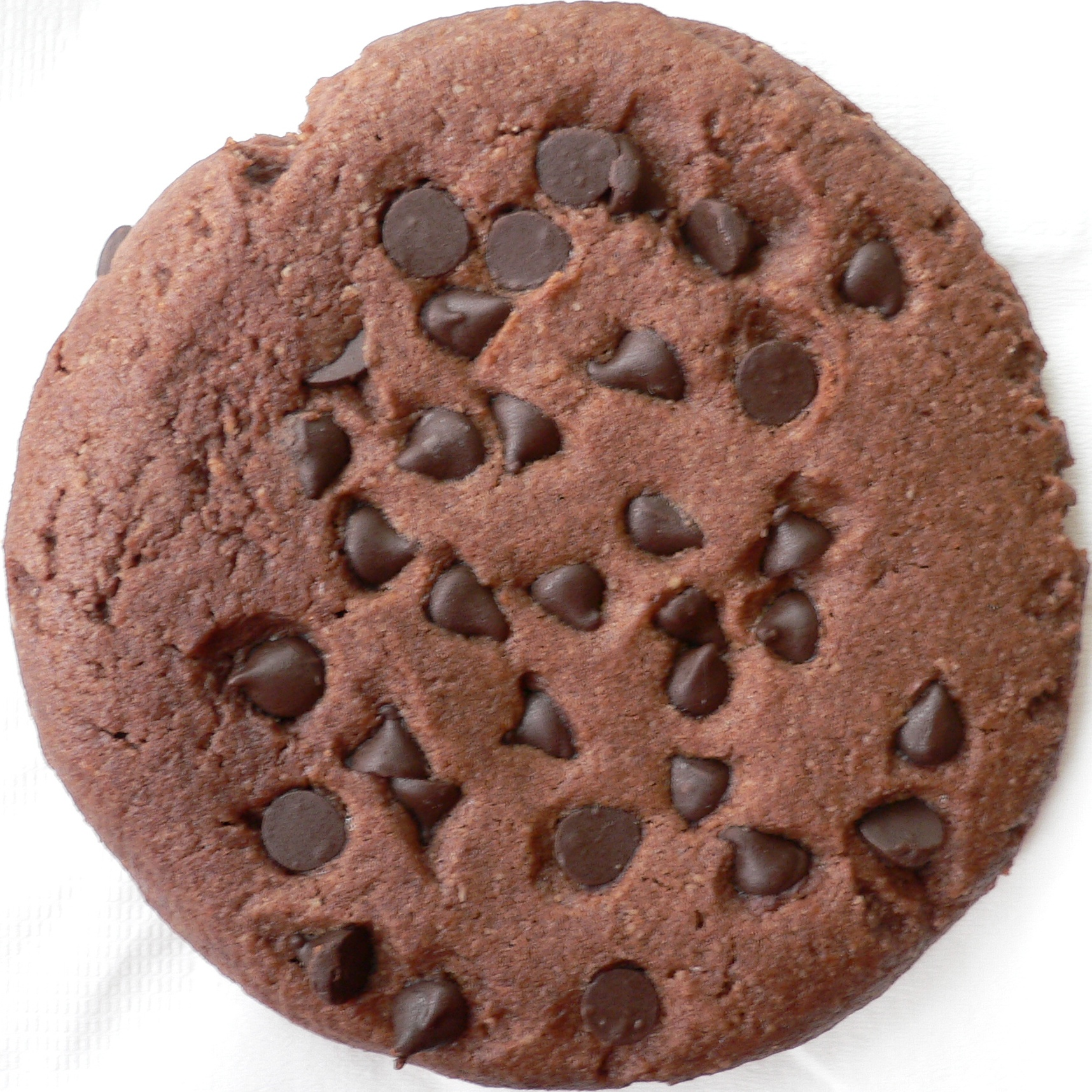
Печиво з шоколадними дрібками, приготоване з шоколадного тіста

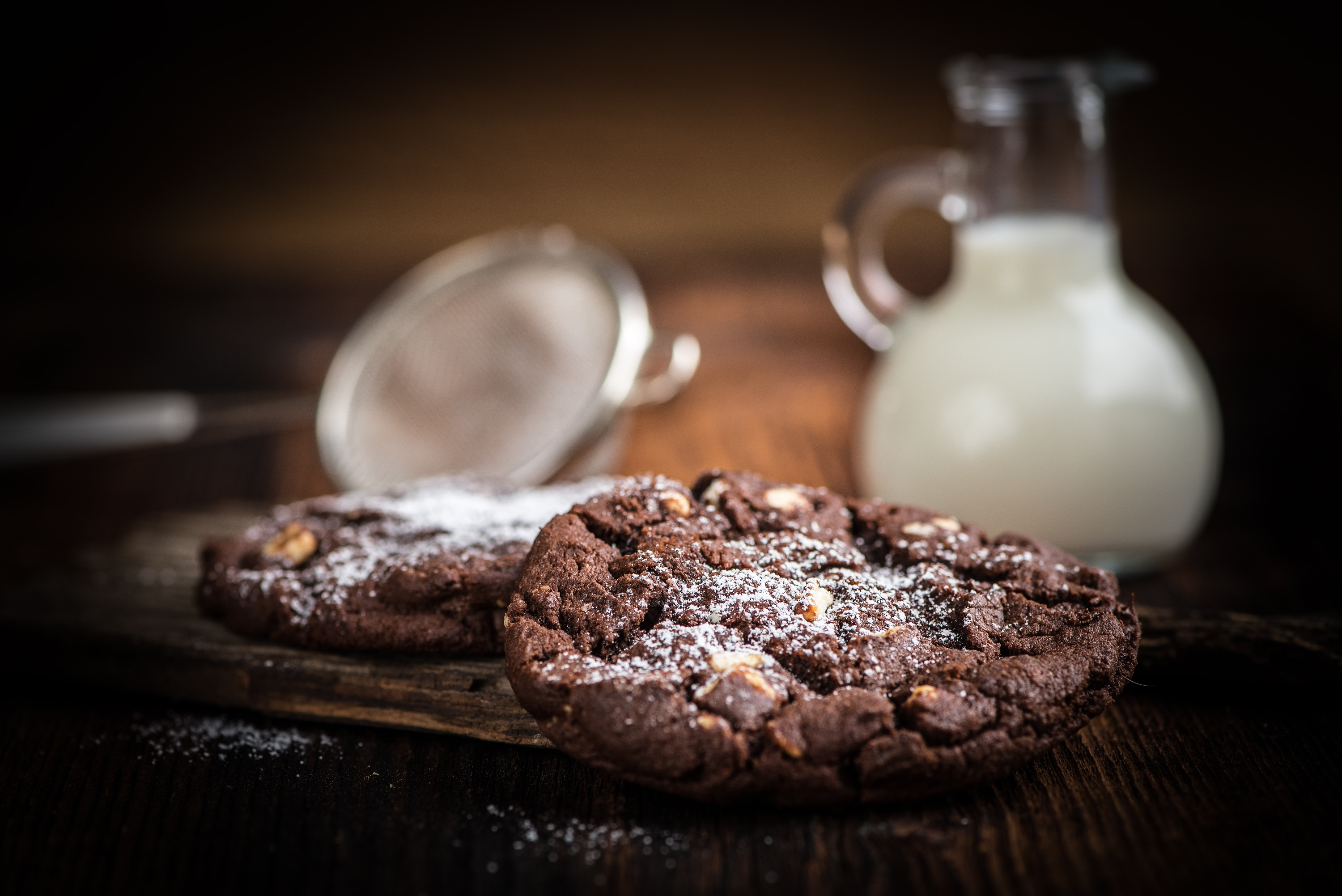
Печиво з шоколадними дрібками з шоколадного тіста, посипане цукровою пудрою, та молоко

Печиво з шоколадними дрібками — це печиво, яке з'явилося у Сполучених Штатах Америки. Його відмінним інгредієнтом є шоколадні дрібки. Приблизно в 1938 році Рут Грейвз Уейкфілд додала в печиво подрібнені шматочки з напівсолодкого шоколадного батончика Nestlé.
Традиційний рецепт починається з тіста, що складається з масла та коричневого та білого цукру, напівсолодких шоколадних дрібок та ванілі. Варіанти рецепту можуть додавати інші види шоколаду, а також додаткові інгредієнти, такі як горіхи або вівсянка. Існують також веганські версії з необхідними замінами інгредієнтів, такими як веганські шоколаді дрібки, веганський маргарин, замінник яєць тощо. Шоколадне печиво з шоколадними дрібками використовує тісто, приправлене шоколадом або какао-порошком, перед додавання шоколадних дрібок. Ці варіанти рецепту часто називають «подвійним» або «потрійним» печивом з шоколадними дрібками, залежно від комбінації тіста та типів шоколаду.

## Історія

### Винайдення
Печиво з шоколадними дрібками було винайдено американськими шеф-кухарями Рут Грейвс Уейкфілд та Сью Бриджес у 1938 році. Вона вигадала рецепт у той період, коли вона була власником Toll House Inn, у місті Вітмен, Массачусетс. У цю епоху Inn Toll House Inn був популярним рестораном, де пропонували домашню кухню. Часто неправильно повідомляється, що вона випадково розробила печиво, і що вона очікувала, що шматочки шоколаду розтануть, роблячи шоколадне печиво. Насправді вона заявила, що свідомо винайшла печиво. Вона додала подрібнені шматочки з напівсолодкого шоколадного батончика Nestlé в печиво. Оригінальний рецепт у Випробуваних та справжніх рецептах Toll House називається «Шоколадне хрустке печиво Toll House».

### Пізніша історія
Кулінарна книга Уейкфілд, Випробувані та справжні рецепти Toll House, була вперше опублікована в 1936 році компанією M. Barrows & Company, Нью-Йорк. Видання книги 1938 року вперше включило рецепт печива «Шоколадне хрустке печиво Toll House», який швидко став улюбленим печивом в американських будинках.
Під час Другої світової війни солдати з штату Массачусетс, які перебували закордоном, ділилися печивом, яке вони отримували з дому, із солдатами з інших частин Сполучених Штатів. Незабаром сотні солдатів почали писати додому із проханням своїх сімей надіслати їм печиво Toll House, і незабаром Уейкфілд була завалена листами з усього світу із запитом її рецепту. Так почалося загальнонаціональне захоплення печивом з шоколадними дрібками. Рецепт печива з шоколадними дрібками був привезений до Великої Британії у 1956 році, з Maryland Cookies — одне з найбільш продаваних печив з шоколадними дрібками у Великій Британії.

### Маркетинг Nestlé
Кожен пакетик шоколадних дрібок Nestlé, що продається в Північній Америці, має різні варіанти її оригінального рецепту, надрукованого на звороті. [джерело?]
Оригінальний рецепт був переданий дочці Сью Бриджес, Пег. В інтерв'ю 2017 року вона поділилася оригінальним рецептом:
- 1+1⁄2 склянки (350 мл) кондитерського жиру
- 1+1⁄8 склянок (265 мл) цукру
- 1+1⁄8 склянок (265 мл) коричневого цукру
- 3 яйця
- 1+1⁄2 чайної ложки (7,5 г) солі
- 3+1⁄8 склянок (750 мл) борошна
- 1+1⁄2 чайної ложки (7,5 г) гарячої води
- 1+1⁄2 чайної ложки (7,5 г) харчової соди
- 1+1⁄2 чайної ложки (7,5 г) ванілі
- шоколадні дрібки

### Сьогодення

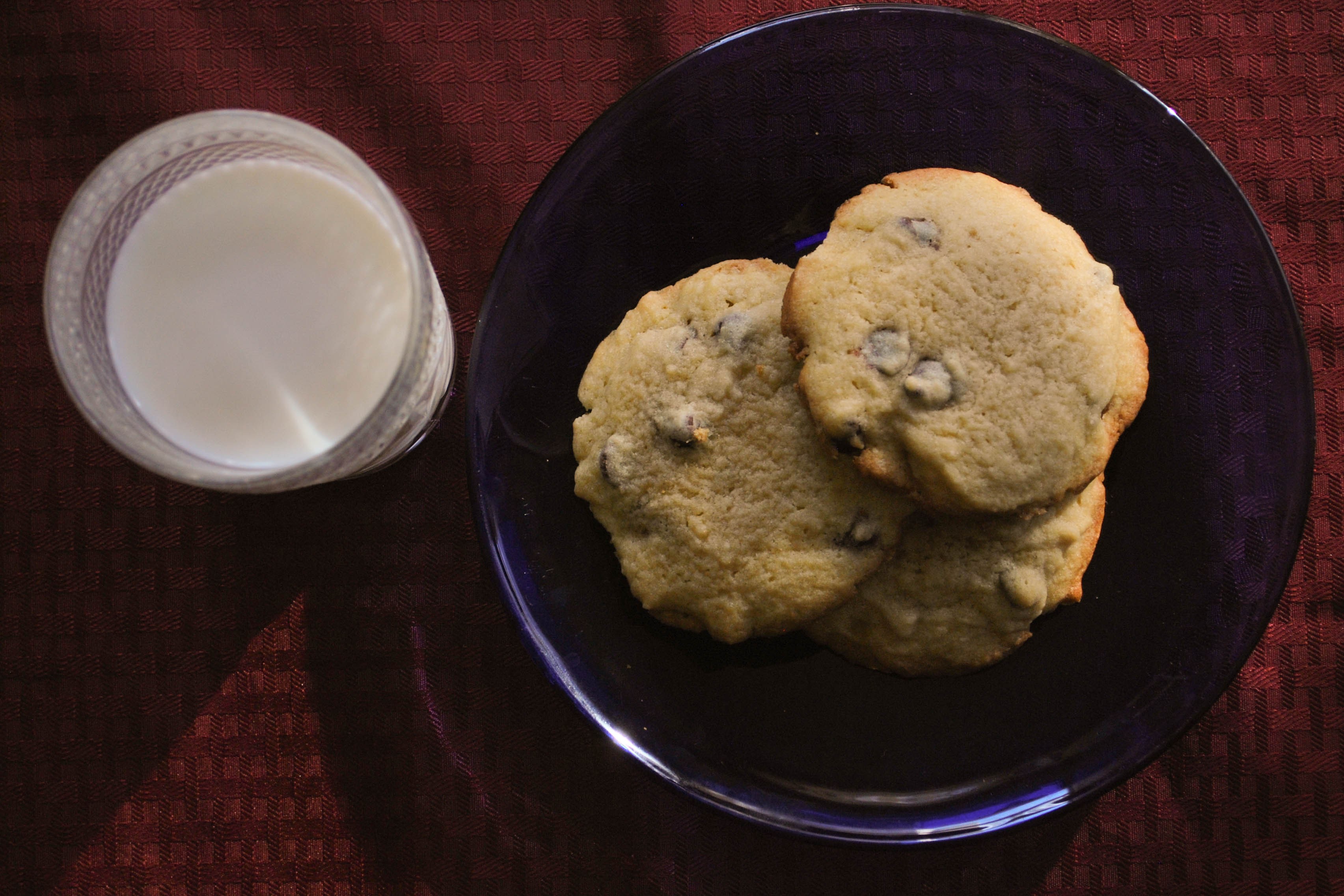
Печиво з шоколадними дрібками часто поєднується зі склянкою молока.

Хоча рецепт Tost House від Nestlé широко відомий, кожна марка шоколадних дрібок, що продаються у США та Канаді, містить на своїй упаковці варіант рецепту печива з шоколадними дрібками. [джерело?] Практично всі кулінарні книги, орієнтовані на випічку, містять принаймні один тип рецептів.
Практично всі комерційні пекарні [де?] пропонують власну версію печива в готовій та упакованій або готовій до випікання формах. Існують щонайменше три національні (США та Північна Америка) мережі, які продають свіжовипечене печиво з шоколадними дрібками у торгових центрах та торгових точках.
Щоб вшанувати створення печива в штаті, 9 липня 1997 року Массачусетс визначив печиво з шоколадними дрібками Офіційним Печивом Штату.

## Склад та варіанти
Печиво з шоколадними дрібками зазвичай виготовляється з білого цукру; коричневого цукру; борошна; невеликої порції солі; яєць; розпушувача; жиру, як правило, масла або кондитерського жиру; екстракту ванілі; і напівсолодких шматочків шоколаду. Деякі рецепти також включають в тісто молоко або горіхи (наприклад, подрібнені волоські горіхи).
Залежно від співвідношення інгредієнтів та часу перемішування та приготування, деякі рецепти оптимізовані для отримання більш м'якого печива, а інші створюють хрустке печиво. Незалежно від інгредієнтів процедура приготування печива є досить послідовною у всіх рецептах: По-перше, цукор і жир збиваються, як правило, дерев'яною ложкою або електричним міксером. Далі додають яйця і ванільний екстракт, а потім борошно і розпушувач. Залежно від додаткового ароматизатора, його додавання до суміші визначатиметься за типом, що використовується: арахісове масло додаватиметься з вологими інгредієнтами, а какао-порошок додаватиметься із сухими інгредієнтами. Титульний інгредієнт, шоколадні дрібки, а також горіхи, як правило, змішують ближче до кінця процесу, щоб мінімізувати розламування, безпосередньо перед тим, як печиво розміщують на декові. Більшість тіста для печива випікається, хоча деякі їдять тісто так, як є, або використовують його як додаток до морозива.

### Поширені варіанти
- Печиво M&M або печиво для вечірок замінює шоколадні дрібки на M&M. Цей рецепт спочатку використовував кондитерський жир, але був оновлений для використання масла.
- Шоколадне печиво з шоколадними дрібками використовує тісто, приправлене шоколадом додаванням какао або розтопленого шоколаду. Варіанти цього печива включають заміну шоколадних дрібок, дрібками білого шоколаду або арахісового масла.[10][11]
- Печиво з дрібками макадамії має горіхи макадамії і дрібки білого шоколаду.[12]
- Печиво з шоколадними дрібками з арахісовим маслом замінює тісто приправлене ваніллю, тістом приправленим арахісовим маслом.
- Інші варіанти включають різні розміри та форми шоколадних дрібок, а також темні або молочні шоколадні дрібки. Ці зміни призводять до відмінностей як у смаку, так і у текстурі.

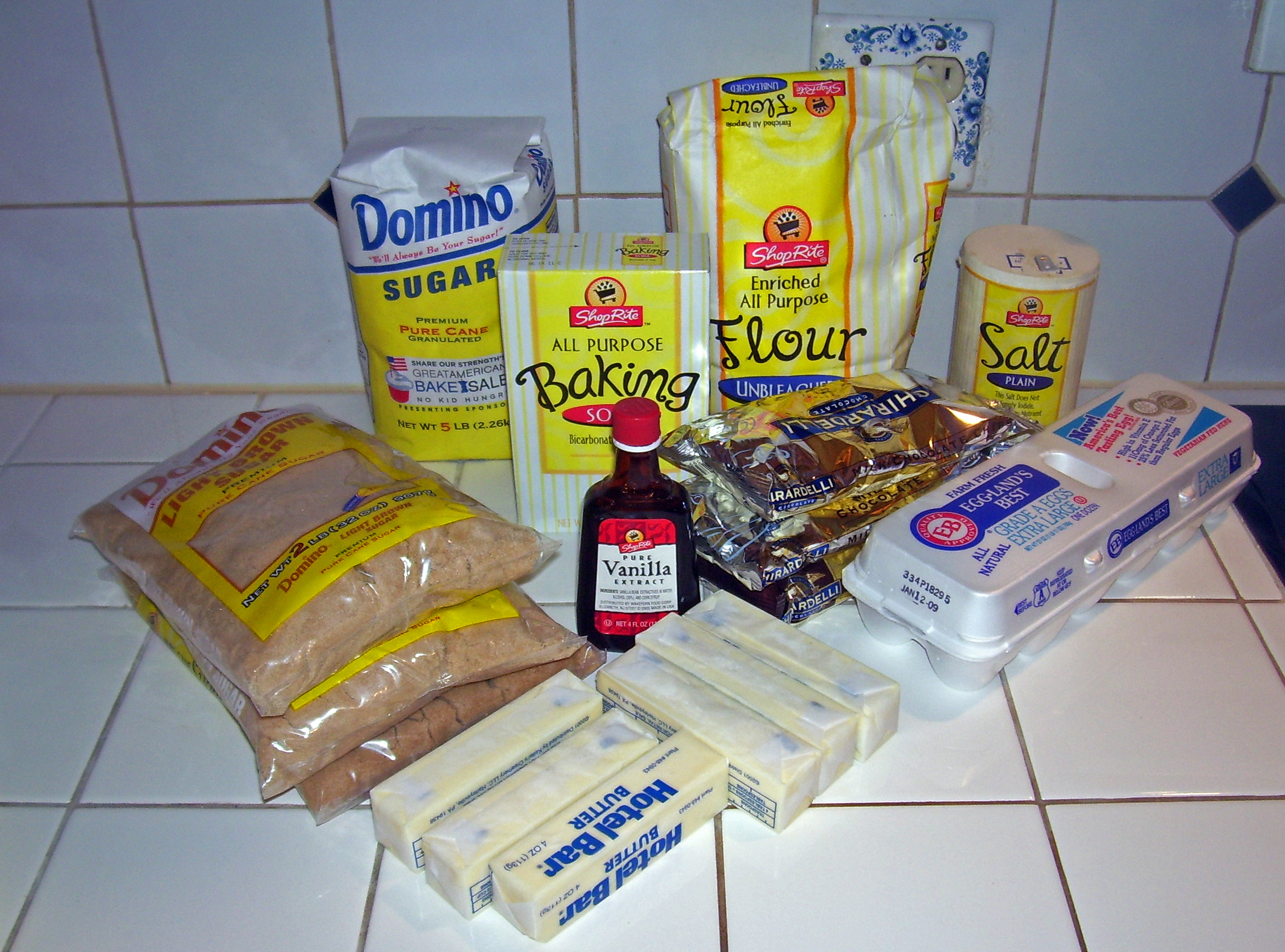
Стандартні інгредієнти печива з шоколадними дрібками
- Підготовка печива з шоколадними дрібками

## Популярні марки
- Blue Chip Cookies
- Chips Ahoy! (Nabisco)
- Chips Deluxe (Keebler)
- Cookie Time
- The Decadent (Loblaw)
- Famous Amos
- Maryland Cookies
- Mrs. Fields
- Otis Spunkmeyer
- Pepperidge Farm